# Reality Kings
Reality Kings è una casa di produzione pornografica statunitense, fondata da RK Netmedia, una società di produzione di pornografia hardcore, la cui sede è a Miami Beach, in Florida e, a partire da novembre 2016, presenta, secondo Alexa, un traffico pari a 1 493. Reality Kings è una sussidiaria di Mindgeek, azienda privata di audiovisivi la cui sede legale è a Lussemburgo, e proprietaria di altri siti specializzati nel settore pornografico come Pornhub e YouPorn.

## Storia
Reality Kings fu fondata nel 2000, inizialmente di proprietà di RK Netmedia. Successivamente, Mindgeek ha acquistato la società nel settembre 2012. Reality Kings fa parte del network Pornhub.
Nel 2010 la Florida Agricultural and Mechanical University (FAMU) intentò una causa a Reality Kings su quello che è comunemente noto come FAMU Sex Tape, sostenendo che la compagnia abbia leso la reputazione di FAMU a causa di un video che ritrae otto attori che DareDorm ha descritto come studenti FAMU che si esibiscono reciprocamente in atti sessuali e citando in giudizio gli artisti. Anche se Reality Kings ha annunciato la sua intenzione di combattere la causa, meno di un mese dopo ha risarcito la FAMU pagando 120000 $. Reality Kings apparentemente si sono chiariti con i 26 attori della società discografica che hanno citato in giudizio la compagnia porno per presunto "bracconaggio" di musica da alcuni dei migliori artisti discografici e usandolo in 193 video per adulti. Nel 2011 Reality Kings ha presentato una mozione nei confronti di una donna che sostiene che la compagnia aveva filmato una figlia minorenne in un loro film porno. Reality Kings, nella sua mozione di licenziamento, ha detto che è stata fraudolentemente ingannata perché la figlia ha distorto la sua età non solo con essa ma con varie agenzie statali e federali.

## Riconoscimenti
AVN Awards
- 2009 - Best Pro-Am Release per First Time Auditions 5[11]
- 2012 - Best Ethnic-Themed Series per Big Ass Brazilian Butts[12]
- 2014 - Best Ethnic Series per 8th Street Latinas[13]
- 2015 - Best Amateur Release per Dare Dorm 20[14]
- 2022 - Best Lesbian Group Sex Scene per We Live Togheter Season 1[15]

XRCO Award
- 2014 - Best Web Director a Greg Lansky - Reality Kings[16]